# WTA Hilton Head Island (Sea Pines)
Das WTA Hilton Head Island (Sea Pines) (offiziell: World Invitional) war ein Damen-Tennisturnier der WTA Tour, das in der Stadt Hilton Head Island im Sea Pines Resort ausgetragen wurde.

## Siegerliste
Einzel 
| Jahr | Siegerin         | Finalgegnerin    | Ergebnis      |
| ---- | ---------------- | ---------------- | ------------- |
| 1973 | Margaret Court   | Chris Evert      | kampflos      |
| 1974 | Chris Evert      | Virginia Wade    | 6:1, 6:3      |
| 1975 | Chris Evert      | Evonne Goolagong | 6:1, 6:1      |
| 1976 | Evonne Goolagong | Virginia Wade    | 6:3, 6:4      |
| 1977 | Virginia Wade    | Evonne Goolagong | 6:4, 6:7, 6:3 |

## Quelle
- WTA Finals. (PDF) In: wtatennis.com. Archiviert vom Original am 1. Februar 2017; abgerufen am 12. Oktober 2017 (englisch).